# Campeonato Nacional B 1989-90
El Torneo Nacional B 1989-1990 fue el cuarto disputado en la categoría de Primera B Nacional, que llevaba por ese entonces el nombre de Nacional B. Fue disputado entre el 12 de agosto de 1989 y el 26 de mayo de 1990 por 22 equipos.
Se incorporaron a la categoría San Martín de Tucumán y Deportivo Armenio, descendidos de la Primera División; Villa Dálmine, campeón de la Primera B 1988-89; Atlético de Rafaela y Olimpo de Bahía Blanca, ganadores de los Zonales Noroeste y Sureste, respectivamente, disputados por equipos de la Primera B y del Torneo del Interior.
El campeón del torneo fue Huracán, que ascendió directamente a Primera División. El segundo ascenso fue para Lanús, por medio del Torneo reducido.
Asimismo, el torneo determinó el descenso de Deportivo Armenio y Los Andes a la Primera B Metropolitana y de Olimpo a su respectiva liga regional, por medio de la tabla de promedios.

## Ascensos y descensos
| Promedio | Descendidos del Nacional B 1988-89 |
| -------- | ---------------------------------- |
| 20.º     | Chacarita Juniors                  |
| 21.º     | Temperley                          |
| 22.º     | Estación Quequén                   |

| Posición       | Ascendidos al Nacional B 1989-90 |
| -------------- | -------------------------------- |
| 1.º            | Villa Dálmine                    |
| Zonal Noroeste | Atlético de Rafaela              |
| Zonal Sureste  | Olimpo                           |

| Posición | Ascendidos a la Primera División 1989-90 |
| -------- | ---------------------------------------- |
| 1.º      | Chaco For Ever                           |
| Gan. Red | Unión (SF)                               |

| Promedio | Descendidos de la Primera División 1988-89 |
| -------- | ------------------------------------------ |
| 19.º     | San Martín (T)                             |
| 20.º     | Deportivo Armenio                          |

## Equipos
| Equipo              | Ciudad               | Estadio                             |
| ------------------- | -------------------- | ----------------------------------- |
| Almirante Brown     | Isidro Casanova      | Fragata Presidente Sarmiento        |
| Atlético de Rafaela | Rafaela              | Nuevo Monumental                    |
| Atlético Tucumán    | Tucumán              | Monumental José Fierro              |
| Banfield            | Banfield             | Florencio Sola                      |
| Belgrano            | Córdoba              | Julio César Villagra                |
| Central Córdoba     | Santiago del Estero  | Alfredo Terrera                     |
| Cipolletti          | Cipolletti           | La Visera de Cemento                |
| Colón               | Santa Fe             | Brigadier Estanislao López          |
| Defensa y Justicia  | Florencio Varela     | Norberto Tomaghello                 |
| Deportivo Armenio   | Ingeniero Maschwitz  | Armenia                             |
| Deportivo Italiano  | Ciudad Evita         | No posee                            |
| Deportivo Maipú     | Maipú                | Omar Higinio Sperdutti              |
| Douglas Haig        | Pergamino            | Miguel Morales                      |
| Huracán             | Buenos Aires         | Tomás Adolfo Ducó                   |
| Lanús               | Lanús                | Ciudad de Lanús - Néstor Díaz Pérez |
| Los Andes           | Lomas de Zamora      | Eduardo Gallardón                   |
| Olimpo              | Bahía Blanca         | Roberto Natalio Carminatti          |
| Quilmes             | Quilmes              | Centenario                          |
| Talleres            | Remedios de Escalada | Talleres de Remedios de Escalada    |
| Tigre               | Victoria             | José Dellagiovanna                  |
| San Martín          | Tucumán              | La Ciudadela                        |
| Villa Dálmine       | Campana              | Villa Dálmine                       |

### Distribución geográfica de los equipos
| Región                           | Cant. | Equipos |
| -------------------------------- | ----- | --- |
| conurbano bonaerense             | 11    | Almirante Brown, Banfield, Defensa y Justicia, Deportivo Armenio, Deportivo Italiano, Lanús, Los Andes, Quilmes, Talleres, Tigre y Villa Dálmine |
| Interior de la Provincia         | 2     | Douglas Haig y Olimpo |
| Provincia de Santa Fe            | 2     | Atlético de Rafaela y Colón |
| Provincia de Tucumán             | 2     | Atlético Tucumán y San Martín |
| Ciudad de Buenos Aires           | 1     | Huracán |
| Provincia de Córdoba             | 1     | Belgrano |
| Provincia de Mendoza             | 1     | Deportivo Maipú |
| Provincia de Río Negro           | 1     | Cipolletti |
| Provincia de Santiago del Estero | 1     | Central Córdoba |

## Formato

### Competición
Se disputó un torneo de 42 fechas por el sistema de todos contra todos a dos ruedas, ida y vuelta.

### Ascensos
El campeón ascendió a la Primera División. Los equipos ubicados entre el segundo y el décimo puesto, el campeón de la Primera B y los ganadores de los Zonales de dicha categoría deben disputar un Torneo Reducido, de manera eliminatoria a dos ruedas, ida y vuelta. Los equipos que finalizaron entre el cuarto y el décimo puesto y los ganadores de los Zonales de la Primera B disputaron la Primera Ronda. En la Segunda Ronda se sumó el tercer ubicado en el campeonato y en las Semifinales, el subcampeón. El ganador ascendió a la Primera División junto con el campeón.

### Descensos
Se decidieron mediante una tabla de promedios determinados por el cociente entre los puntos obtenidos y los partidos jugados en las tres últimas temporadas. Si un club ascendía y luego de una temporada descendía, se le contabilizan los puntos obtenidos en su campaña previa.
Los tres últimos de dicha tabla descendieron a la Primera B o a su respectiva liga regional, según correspondiera. Otros tres equipos indirectamente afiliados, que no fueran alguno de los últimos tres de la tabla de promedios, debieron disputar una promoción contra un equipo del Torneo del Interior.

## Tabla de posiciones final
| Pos  | Equipo                             | Pts | PJ | G  | E  | P  | GL | EL | PL | GV | EV | PV | GF | GC | DIF |
| ---- | ---------------------------------- | --- | -- | -- | -- | -- | -- | -- | -- | -- | -- | -- | -- | -- | --- |
| 1.º  | Huracán                            | 60  | 42 | 24 | 12 | 6  | 15 | 6  | 0  | 9  | 6  | 6  | 70 | 32 | 38  |
| 2.º  | Quilmes                            | 53  | 42 | 19 | 15 | 8  | 13 | 5  | 3  | 6  | 10 | 5  | 65 | 43 | 22  |
| 3.º  | Douglas Haig                       | 51  | 42 | 19 | 13 | 10 | 13 | 6  | 2  | 6  | 7  | 8  | 46 | 39 | 7   |
| 4.º  | San Martín (Tucumán)               | 48  | 42 | 17 | 14 | 11 | 11 | 8  | 2  | 6  | 6  | 9  | 49 | 37 | 12  |
| 5.º  | Lanús                              | 47  | 42 | 16 | 15 | 11 | 11 | 8  | 2  | 5  | 7  | 9  | 59 | 50 | 9   |
| 6.º  | Atlético de Rafaela                | 47  | 42 | 15 | 17 | 10 | 11 | 9  | 1  | 4  | 8  | 9  | 55 | 46 | 9   |
| 7.º  | Belgrano                           | 47  | 42 | 16 | 15 | 11 | 12 | 8  | 1  | 4  | 7  | 10 | 39 | 36 | 3   |
| 8.º  | Banfield                           | 46  | 42 | 14 | 18 | 10 | 10 | 8  | 3  | 4  | 10 | 7  | 53 | 43 | 10  |
| 9.º  | Deportivo Italiano                 | 46  | 42 | 14 | 18 | 10 | 10 | 7  | 4  | 4  | 11 | 6  | 32 | 29 | 3   |
| 10.º | Colón                              | 45  | 42 | 13 | 19 | 10 | 11 | 9  | 1  | 2  | 10 | 9  | 46 | 35 | 11  |
| 11.º | Villa Dálmine                      | 44  | 42 | 15 | 14 | 13 | 9  | 7  | 5  | 6  | 7  | 8  | 41 | 41 | 0   |
| 12.º | Atlético Tucumán                   | 43  | 42 | 15 | 13 | 14 | 12 | 5  | 4  | 3  | 8  | 10 | 53 | 54 | -1  |
| 13.º | Tigre                              | 41  | 42 | 14 | 13 | 15 | 12 | 5  | 4  | 2  | 8  | 11 | 48 | 53 | -5  |
| 14.º | Almirante Brown                    | 39  | 42 | 11 | 17 | 14 | 7  | 10 | 4  | 4  | 7  | 10 | 42 | 54 | -12 |
| 15.º | Los Andes                          | 38  | 42 | 10 | 18 | 14 | 8  | 7  | 6  | 2  | 11 | 8  | 42 | 52 | -10 |
| 16.º | Central Córdoba (Sgo. del Estero)1 | 37  | 42 | 13 | 13 | 16 | 10 | 7  | 4  | 3  | 6  | 12 | 42 | 47 | -5  |
| 17.º | Deportivo Maipú                    | 35  | 42 | 10 | 15 | 17 | 8  | 7  | 6  | 2  | 8  | 11 | 43 | 46 | -3  |
| 18.º | Talleres (Remedios de Escalada)    | 35  | 42 | 11 | 13 | 18 | 6  | 8  | 7  | 5  | 5  | 11 | 42 | 51 | -9  |
| 19.º | Defensa y Justicia                 | 35  | 42 | 7  | 21 | 14 | 4  | 11 | 6  | 3  | 10 | 8  | 46 | 57 | -11 |
| 20.º | Cipolletti                         | 33  | 42 | 10 | 13 | 19 | 8  | 9  | 4  | 2  | 4  | 15 | 42 | 56 | -14 |
| 21.º | Olimpo                             | 30  | 42 | 10 | 10 | 22 | 8  | 7  | 6  | 2  | 3  | 16 | 54 | 71 | -17 |
| 22.º | Deportivo Armenio                  | 22  | 42 | 5  | 12 | 25 | 3  | 7  | 11 | 2  | 5  | 14 | 27 | 64 | -37 |

|  | Campeón. Asciende directamente a Primera División.                                 |
|  | Disputó el Torneo Reducido por el Segundo Ascenso a partir de las semifinales.     |
|  | Disputó el Torneo Reducido por el Segundo Ascenso a partir de la segunda ronda.    |
|  | Disputaron el Torneo Reducido por el Segundo Ascenso a partir de la primera ronda. |

1: Se le descontaron dos puntos tras los incidentes en el partido contra Atlético Tucumán.

## Tabla de descenso
| Pos  | Equipo                            | 87-88 | 88-89 | 89-90 | Total | PJ  | Promedio |
| ---- | --------------------------------- | ----- | ----- | ----- | ----- | --- | -------- |
| 1.º  | Huracán                           | 48    | 51    | 60    | 159   | 126 | 1,261    |
| 2.º  | Belgrano                          | 49    | 50    | 47    | 146   | 126 | 1,158    |
| 3.º  | San Martín (Tucumán)              | -     | -     | 48    | 48    | 42  | 1,142    |
| 4.º  | Quilmes                           | 54    | 37    | 53    | 144   | 126 | 1,142    |
| 5.º  | Colón                             | 48    | 50    | 45    | 143   | 126 | 1,134    |
| 6.º  | Atlético de Rafaela               | -     | -     | 47    | 47    | 42  | 1,119    |
| 7.º  | Lanús                             | 35    | 53    | 47    | 135   | 126 | 1,071    |
| 8.º  | Banfield                          | -     | 44    | 46    | 90    | 84  | 1,071    |
| 9.º  | Deportivo Italiano                | 41    | 46    | 46    | 133   | 126 | 1,055    |
| 10.º | Atlético Tucumán                  | 45    | 45    | 43    | 133   | 126 | 1,055    |
| 11.º | Villa Dálmine                     | -     | -     | 44    | 44    | 42  | 1,047    |
| 12.º | Almirante Brown                   | 40    | 51    | 39    | 130   | 126 | 1,031    |
| 13.º | Douglas Haig                      | 43    | 32    | 51    | 126   | 126 | 1,000    |
| 14.º | Talleres (Remedios de Escalada)   | -     | 48    | 35    | 83    | 84  | 0,988    |
| 15.º | Defensa y Justicia                | 38    | 49    | 35    | 122   | 126 | 0,968    |
| 16.º | Central Córdoba (Sgo. del Estero) | 42    | 43    | 37    | 122   | 126 | 0,968    |
| 17.º | Tigre                             | 49    | 30    | 41    | 120   | 126 | 0,952    |
| 18.º | Deportivo Maipú                   | 40    | 43    | 35    | 118   | 126 | 0,936    |
| 19.º | Cipolletti                        | 52    | 28    | 33    | 113   | 126 | 0,896    |
| 20.º | Los Andes                         | 33    | 33    | 38    | 104   | 126 | 0,825    |
| 21.º | Olimpo                            | -     | -     | 30    | 30    | 42  | 0,714    |
| 22.º | Deportivo Armenio                 | -     | -     | 22    | 22    | 42  | 0,523    |

|  | Descendieron a la tercera categoría. |

## Resultados
| Fecha 1            | Fecha 1   | Fecha 1               | Fecha 1 |
| Local              | Resultado | Visitante             |         |
| ------------------ | --------- | --------------------- | ------- |
| Quilmes            | 2 - 1     | Talleres (RdE)        |         |
| Belgrano           | 1 - 0     | Deportivo Maipú       |         |
| Banfield           | 2 - 2     | Los Andes             |         |
| Deportivo Armenio  | 1 - 1     | Atlético de Rafaela   |         |
| Huracán            | 1 - 1     | Villa Dálmine         |         |
| Douglas Haig       | 3 - 0     | Central Córdoba (SdE) |         |
| Cipolletti         | 1 - 1     | San Martín (Tucumán)  |         |
| Atlético Tucumán   | 2 - 1     | Olimpo                |         |
| Lanús              | 1 - 1     | Defensa y Justicia    |         |
| Deportivo Italiano | 0 - 1     | Almirante Brown       |         |
| Colón              | 1 - 0     | Tigre                 |         |

| Olimpo                | 1 - 0 | Lanús                |
| Central Córdoba (SdE) | 0 - 0 | Huracán              |
| Deportivo Maipú       | 1 - 1 | Quilmes              |
| Almirante Brown       | 0 - 1 | Belgrano             |
| Talleres (RdE)        | 1 - 0 | San Martín (Tucumán) |
| Atlético Tucumán      | 1 - 0 | Cipolletti           |
| Atlético de Rafaela   | 2 - 2 | Banfield             |
| Defensa y Justicia    | 1 - 2 | Douglas Haig         |
| Villa Dálmine         | 0 - 0 | Deportivo Armenio    |
| Los Andes             | 1 - 1 | Colón                |
| Tigre                 | 0 - 2 | Deportivo Italiano   |

| Fecha 3              | Fecha 3   | Fecha 3               | Fecha 3 |
| Local                | Resultado | Visitante             |         |
| -------------------- | --------- | --------------------- | ------- |
| Cipolletti           | 0 - 0     | Talleres (RdE)        |         |
| Quilmes              | 2 - 1     | Almirante Brown       |         |
| Belgrano             | 1 - 0     | Tigre                 |         |
| Deportivo Italiano   | 0 - 0     | Los Andes             |         |
| Banfield             | 2 - 2     | Villa Dálmine         |         |
| Deportivo Armenio    | 0 - 1     | Central Córdoba (SdE) |         |
| Huracán              | 4 - 1     | Defensa y Justicia    |         |
| Lanús                | 0 - 0     | Atlético Tucumán      |         |
| San Martín (Tucumán) | 0 - 1     | Deportivo Maipú       |         |
| Colón                | 1 - 1     | Atlético de Rafaela   |         |
| Douglas Haig         | 1 - 0     | Olimpo                |         |

| Lanús                 | 4 - 0 | Cipolletti           |
| Olimpo                | 0 - 0 | Huracán              |
| Defensa y Justicia    | 0 - 0 | Deportivo Armenio    |
| Central Córdoba (SdE) | 2 - 1 | Banfield             |
| Villa Dálmine         | 3 - 1 | Colón                |
| Atlético de Rafaela   | 0 - 0 | Deportivo Italiano   |
| Los Andes             | 2 - 0 | Belgrano             |
| Tigre                 | 1 - 1 | Quilmes              |
| Almirante Brown       | 0 - 1 | San Martín (Tucumán) |
| Deportivo Maipú       | 0 - 0 | Talleres (RdE)       |
| Atlético Tucumán      | 3 - 0 | Douglas Haig         |

| Fecha 5              | Fecha 5   | Fecha 5               | Fecha 5 |
| Local                | Resultado | Visitante             |         |
| -------------------- | --------- | --------------------- | ------- |
| Cipolletti           | 1 - 0     | Deportivo Maipú       |         |
| Talleres (RdE)       | 0 - 0     | Almirante Brown       |         |
| Quilmes              | 3 - 3     | Los Andes             |         |
| Belgrano             | 0 - 0     | Atlético de Rafaela   |         |
| Deportivo Italiano   | 1 - 0     | Villa Dálmine         |         |
| Banfield             | 0 - 0     | Defensa y Justicia    |         |
| Deportivo Armenio    | 0 - 1     | Olimpo                |         |
| Huracán              | 3 - 0     | Atlético Tucumán      |         |
| Douglas Haig         | 2 - 1     | Lanús                 |         |
| San Martín (Tucumán) | 0 - 0     | Tigre                 |         |
| Colón                | 0 - 0     | Central Córdoba (SdE) |         |

| Lanús                 | 0 - 0 | Huracán              |
| Olimpo                | 3 - 0 | Banfield             |
| Defensa y Justicia    | 0 - 2 | Colón                |
| Central Córdoba (SdE) | 2 - 1 | Deportivo Italiano   |
| Villa Dálmine         | 3 - 0 | Belgrano             |
| Atlético de Rafaela   | 1 - 0 | Quilmes              |
| Los Andes             | 1 - 2 | San Martín (Tucumán) |
| Tigre                 | 1 - 0 | Talleres (RdE)       |
| Almirante Brown       | 5 - 1 | Deportivo Maipú      |
| Douglas Haig          | 2 - 0 | Cipolletti           |
| Atlético Tucumán      | 2 - 0 | Deportivo Armenio    |

| Fecha 7              | Fecha 7   | Fecha 7               | Fecha 7 |
| Local                | Resultado | Visitante             |         |
| -------------------- | --------- | --------------------- | ------- |
| Deportivo Maipú      | 5 - 1     | Tigre                 |         |
| Talleres (RdE)       | 2 - 2     | Los Andes             |         |
| Quilmes              | 1 - 1     | Villa Dálmine         |         |
| Belgrano             | 2 - 0     | Central Córdoba (SdE) |         |
| Deportivo Italiano   | 2 - 2     | Defensa y Justicia    |         |
| Banfield             | 1 - 0     | Atlético Tucumán      |         |
| Deportivo Armenio    | 2 - 1     | Lanús                 |         |
| Huracán              | 0 - 0     | Douglas Haig          |         |
| Cipolletti           | 0 - 1     | Almirante Brown       |         |
| San Martín (Tucumán) | 0 - 0     | Atlético de Rafaela   |         |
| Colón                | 3 - 0     | Olimpo                |         |

| Huracán               | 2 - 1 | Cipolletti           |
| Lanús                 | 1 - 0 | Banfield             |
| Olimpo                | 4 - 2 | Deportivo Italiano   |
| Defensa y Justicia    | 0 - 2 | Belgrano             |
| Central Córdoba (SdE) | 1 - 0 | Quilmes              |
| Villa Dálmine         | 0 - 2 | San Martín (Tucumán) |
| Atlético de Rafaela   | 3 - 1 | Talleres (RdE)       |
| Los Andes             | 0 - 0 | Deportivo Maipú      |
| Tigre                 | 2 - 1 | Almirante Brown      |
| Douglas Haig          | 1 - 0 | Deportivo Armenio    |
| Atlético Tucumán      | 0 - 0 | Colón                |

| Fecha 9              | Fecha 9   | Fecha 9               | Fecha 9 |
| Local                | Resultado | Visitante             |         |
| -------------------- | --------- | --------------------- | ------- |
| Almirante Brown      | 2 - 2     | Los Andes             |         |
| Deportivo Maipú      | 0 - 0     | Atlético de Rafaela   |         |
| Talleres (RdE)       | 0 - 1     | Villa Dálmine         |         |
| Quilmes              | 4 - 0     | Defensa y Justicia    |         |
| Belgrano             | 1 - 1     | Olimpo                |         |
| Deportivo Italiano   | 0 - 0     | Atlético Tucumán      |         |
| Colón                | 1 - 1     | Lanús                 |         |
| Banfield             | 0 - 1     | Douglas Haig          |         |
| Deportivo Armenio    | 0 - 0     | Huracán               |         |
| Cipolletti           | 3 - 1     | Tigre                 |         |
| San Martín (Tucumán) | 1 - 1     | Central Córdoba (SdE) |         |

| Deportivo Armenio     | 2 - 0 | Cipolletti           |
| Huracán               | 2 - 1 | Banfield             |
| Lanús                 | 0 - 0 | Deportivo Italiano   |
| Olimpo                | 1 - 1 | Quilmes              |
| Defensa y Justicia    | 1 - 0 | San Martín (Tucumán) |
| Villa Dálmine         | 0 - 0 | Deportivo Maipú      |
| Atlético de Rafaela   | 0 - 0 | Almirante Brown      |
| Los Andes             | 1 - 0 | Tigre                |
| Douglas Haig          | 0 - 0 | Colón                |
| Atlético Tucumán      | 3 - 1 | Belgrano             |
| Central Córdoba (SdE) | 0 - 0 | Talleres (RdE)       |

| Fecha 11             | Fecha 11  | Fecha 11              | Fecha 11 |
| Local                | Resultado | Visitante             |          |
| -------------------- | --------- | --------------------- | -------- |
| Tigre                | 2 - 0     | Atlético de Rafaela   |          |
| Almirante Brown      | 1 - 1     | Villa Dálmine         |          |
| Deportivo Maipú      | 0 - 0     | Central Córdoba (SdE) |          |
| Talleres (RdE)       | 1 - 2     | Defensa y Justicia    |          |
| Quilmes              | 1 - 1     | Atlético Tucumán      |          |
| Belgrano             | 0 - 0     | Lanús                 |          |
| Deportivo Italiano   | 0 - 0     | Douglas Haig          |          |
| Banfield             | 1 - 2     | Deportivo Armenio     |          |
| Cipolletti           | 1 - 1     | Los Andes             |          |
| San Martín (Tucumán) | 1 - 0     | Olimpo                |          |
| Colón                | 0 - 1     | Huracán               |          |

| Banfield              | 1 - 1 | Cipolletti           |
| Deportivo Armenio     | 0 - 0 | Colón                |
| Huracán               | 1 - 1 | Deportivo Italiano   |
| Lanús                 | 2 - 4 | Quilmes              |
| Defensa y Justicia    | 2 - 0 | Deportivo Maipú      |
| Villa Dálmine         | 1 - 1 | Tigre                |
| Atlético de Rafaela   | 1 - 1 | Los Andes            |
| Douglas Haig          | 0 - 0 | Belgrano             |
| Atlético Tucumán      | 2 - 1 | San Martín (Tucumán) |
| Olimpo                | 4 - 1 | Talleres (RdE)       |
| Central Córdoba (SdE) | 2 - 0 | Almirante Brown      |

| Fecha 13             | Fecha 13  | Fecha 13              | Fecha 13 |
| Local                | Resultado | Visitante             |          |
| -------------------- | --------- | --------------------- | -------- |
| Los Andes            | 0 - 1     | Villa Dálmine         |          |
| Tigre                | 1 - 2     | Central Córdoba (SdE) |          |
| Almirante Brown      | 2 - 0     | Defensa y Justicia    |          |
| Deportivo Maipú      | 1 - 0     | Olimpo                |          |
| Talleres (RdE)       | 0 - 2     | Atlético Tucumán      |          |
| San Martín (Tucumán) | 0 - 0     | Lanús                 |          |
| Quilmes              | 3 - 0     | Douglas Haig          |          |
| Belgrano             | 1 - 0     | Huracán               |          |
| Deportivo Italiano   | 1 - 0     | Deportivo Armenio     |          |
| Colón                | 1 - 1     | Banfield              |          |
| Cipolletti           | 1 - 1     | Atlético de Rafaela   |          |

| Colón                 | 3 - 0 | Cipolletti           |
| Banfield              | 0 - 0 | Deportivo Italiano   |
| Deportivo Armenio     | 2 - 2 | Belgrano             |
| Huracán               | 4 - 2 | Quilmes              |
| Lanús                 | 0 - 0 | Talleres (RdE)       |
| Atlético Tucumán      | 2 - 2 | Deportivo Maipú      |
| Olimpo                | 0 - 1 | Almirante Brown      |
| Defensa y Justicia    | 0 - 0 | Tigre                |
| Central Córdoba (SdE) | 1 - 0 | Los Andes            |
| Villa Dálmine         | 1 - 0 | Atlético de Rafaela  |
| Douglas Haig          | 1 - 0 | San Martín (Tucumán) |

| Fecha 15             | Fecha 15  | Fecha 15              | Fecha 15 |
| Local                | Resultado | Visitante             |          |
| -------------------- | --------- | --------------------- | -------- |
| Cipolletti           | 0 - 2     | Villa Dálmine         |          |
| Atlético de Rafaela  | 3 - 1     | Central Córdoba (SdE) |          |
| Los Andes            | 0 - 0     | Defensa y Justicia    |          |
| Tigre                | 4 - 1     | Olimpo                |          |
| Almirante Brown      | 0 - 0     | Atlético Tucumán      |          |
| Deportivo Maipú      | 4 - 1     | Lanús                 |          |
| Talleres (RdE)       | 2 - 0     | Douglas Haig          |          |
| San Martín (Tucumán) | 1 - 1     | Huracán               |          |
| Quilmes              | 0 - 0     | Deportivo Armenio     |          |
| Belgrano             | 0 - 0     | Banfield              |          |
| Deportivo Italiano   | 1 - 0     | Colón                 |          |

| Deportivo Italiano    | 1 - 0 | Cipolletti           |
| Banfield              | 0 - 0 | Quilmes              |
| Deportivo Armenio     | 0 - 2 | San Martín (Tucumán) |
| Huracán               | 3 - 0 | Talleres (RdE)       |
| Lanús                 | 1 - 0 | Almirante Brown      |
| Defensa y Justicia    | 3 - 3 | Atlético de Rafaela  |
| Colón                 | 1 - 0 | Belgrano             |
| Douglas Haig          | 3 - 2 | Deportivo Maipú      |
| Atlético Tucumán      | 1 - 2 | Tigre                |
| Olimpo                | 2 - 3 | Los Andes            |
| Central Córdoba (SdE) | 0 - 0 | Villa Dálmine        |

| Fecha 17             | Fecha 17  | Fecha 17              | Fecha 17 |
| Local                | Resultado | Visitante             |          |
| -------------------- | --------- | --------------------- | -------- |
| Villa Dálmine        | 1 - 0     | Defensa y Justicia    |          |
| Atlético de Rafaela  | 4 - 3     | Olimpo                |          |
| Los Andes            | 1 - 0     | Atlético Tucumán      |          |
| Tigre                | 1 - 4     | Lanús                 |          |
| Almirante Brown      | 1 - 1     | Douglas Haig          |          |
| Deportivo Maipú      | 1 - 2     | Huracán               |          |
| Talleres (RdE)       | 1 - 1     | Deportivo Armenio     |          |
| Quilmes              | 1 - 0     | Colón                 |          |
| Belgrano             | 0 - 0     | Deportivo Italiano    |          |
| Cipolletti           | 1 - 0     | Central Córdoba (SdE) |          |
| San Martín (Tucumán) | 2 - 0     | Banfield              |          |

| Belgrano           | 1 - 0 | Cipolletti            |
| Deportivo Italiano | 0 - 1 | Quilmes               |
| Colón              | 2 - 1 | San Martín (Tucumán)  |
| Banfield           | 3 - 2 | Talleres (RdE)        |
| Deportivo Armenio  | 0 - 2 | Deportivo Maipú       |
| Huracán            | 5 - 1 | Almirante Brown       |
| Douglas Haig       | 0 - 0 | Tigre                 |
| Lanús              | 2 - 3 | Los Andes             |
| Atlético Tucumán   | 0 - 1 | Atlético de Rafaela   |
| Defensa y Justicia | 1 - 1 | Central Córdoba (SdE) |
| Olimpo             | 0 - 1 | Villa Dálmine         |

| Fecha 19              | Fecha 19  | Fecha 19           | Fecha 19 |
| Local                 | Resultado | Visitante          |          |
| --------------------- | --------- | ------------------ | -------- |
| Cipolletti            | 0 - 0     | Defensa y Justicia |          |
| Central Córdoba (SdE) | 3 - 0     | Olimpo             |          |
| Villa Dálmine         | 2 - 2     | Atlético Tucumán   |          |
| Los Andes             | 3 - 1     | Douglas Haig       |          |
| Tigre                 | 2 - 1     | Huracán            |          |
| Almirante Brown       | 0 - 0     | Deportivo Armenio  |          |
| Deportivo Maipú       | 1 - 2     | Banfield           |          |
| Talleres (RdE)        | 2 - 1     | Colón              |          |
| San Martín (Tucumán)  | 2 - 1     | Deportivo Italiano |          |
| Quilmes               | 3 - 1     | Belgrano           |          |
| Atlético de Rafaela   | 0 - 0     | Lanús              |          |

| Quilmes            | 3 - 1 | Cipolletti            |
| Belgrano           | 1 - 1 | San Martín (Tucumán)  |
| Deportivo Italiano | 1 - 0 | Talleres (RdE)        |
| Colón              | 1 - 1 | Deportivo Maipú       |
| Banfield           | 1 - 1 | Almirante Brown       |
| Deportivo Armenio  | 0 - 2 | Tigre                 |
| Huracán            | 3 - 1 | Los Andes             |
| Douglas Haig       | 2 - 0 | Atlético de Rafaela   |
| Lanús              | 4 - 0 | Villa Dálmine         |
| Atlético Tucumán   | 3 - 2 | Central Córdoba (SdE) |
| Olimpo             | 3 - 3 | Defensa y Justicia    |

| Fecha 21              | Fecha 21  | Fecha 21           | Fecha 21 |
| Local                 | Resultado | Visitante          |          |
| --------------------- | --------- | ------------------ | -------- |
| Cipolletti            | 2 - 1     | Olimpo             |          |
| Villa Dálmine         | 1 - 2     | Douglas Haig       |          |
| Atlético de Rafaela   | 1 - 0     | Huracán            |          |
| Deportivo Maipú       | 2 - 1     | Deportivo Italiano |          |
| San Martín (Tucumán)  | 3 - 3     | Quilmes            |          |
| Tigre                 | 1 - 3     | Banfield           |          |
| Talleres (RdE)        | 1 - 1     | Belgrano           |          |
| Defensa y Justicia    | 3 - 3     | Atlético Tucumán   |          |
| Los Andes             | 1 - 0     | Deportivo Armenio  |          |
| Almirante Brown       | 0 - 0     | Colón              |          |
| Central Córdoba (SdE) | 2 - 2     | Lanús              |          |

| Talleres (RdE)        | 1 - 2 | Quilmes            |
| Deportivo Maipú       | 0 - 1 | Belgrano           |
| Almirante Brown       | 1 - 1 | Deportivo Italiano |
| Tigre                 | 2 - 2 | Colón              |
| Los Andes             | 0 - 0 | Banfield           |
| Villa Dálmine         | 3 - 0 | Huracán            |
| Central Córdoba (SdE) | 2 - 1 | Douglas Haig       |
| Defensa y Justicia    | 1 - 3 | Lanús              |
| San Martín (Tucumán)  | 2 - 2 | Cipolletti         |
| Atlético de Rafaela   | 0 - 2 | Deportivo Armenio  |
| Olimpo                | 2 - 2 | Atlético Tucumán   |

| Fecha 23             | Fecha 23  | Fecha 23              | Fecha 23 |
| Local                | Resultado | Visitante             |          |
| -------------------- | --------- | --------------------- | -------- |
| Cipolletti           | 0 - 0     | Atlético Tucumán      |          |
| Lanús                | 3 - 1     | Olimpo                |          |
| Huracán              | 3 - 1     | Central Córdoba (SdE) |          |
| Deportivo Armenio    | 0 - 1     | Villa Dálmine         |          |
| Banfield             | 3 - 1     | Atlético de Rafaela   |          |
| Colón                | 1 - 0     | Los Andes             |          |
| Deportivo Italiano   | 0 - 0     | Tigre                 |          |
| Quilmes              | 1 - 0     | Deportivo Maipú       |          |
| San Martín (Tucumán) | 1 - 3     | Talleres (RdE)        |          |
| Belgrano             | 3 - 2     | Almirante Brown       |          |
| Douglas Haig         | 2 - 1     | Defensa y Justicia    |          |

| Talleres (RdE)        | 2 - 0 | Cipolletti           |
| Deportivo Maipú       | 1 - 2 | San Martín (Tucumán) |
| Almirante Brown       | 1 - 4 | Quilmes              |
| Tigre                 | 1 - 0 | Belgrano             |
| Los Andes             | 1 - 0 | Deportivo Italiano   |
| Central Córdoba (SdE) | 3 - 1 | Deportivo Armenio    |
| Defensa y Justicia    | 2 - 3 | Huracán              |
| Olimpo                | 1 - 0 | Douglas Haig         |
| Atlético Tucumán      | 1 - 1 | Lanús                |
| Atlético de Rafaela   | 0 - 0 | Colón                |
| Villa Dálmine         | 2 - 2 | Banfield             |

| Fecha 25             | Fecha 25  | Fecha 25              | Fecha 25 |
| Local                | Resultado | Visitante             |          |
| -------------------- | --------- | --------------------- | -------- |
| Cipolletti           | 5 - 2     | Lanús                 |          |
| Douglas Haig         | 2 - 1     | Atlético Tucumán      |          |
| Huracán              | 0 - 0     | Olimpo                |          |
| Deportivo Armenio    | 0 - 4     | Defensa y Justicia    |          |
| Banfield             | 2 - 0     | Central Córdoba (SdE) |          |
| Colón                | 1 - 0     | Villa Dálmine         |          |
| Deportivo Italiano   | 2 - 1     | Atlético de Rafaela   |          |
| Belgrano             | 1 - 1     | Los Andes             |          |
| Quilmes              | 3 - 1     | Tigre                 |          |
| San Martín (Tucumán) | 2 - 0     | Almirante Brown       |          |
| Talleres (RdE)       | 1 - 1     | Deportivo Maipú       |          |

| Los Andes             | 2 - 2 | Quilmes              |
| Central Córdoba (SdE) | 0 - 0 | Colón                |
| Tigre                 | 1 - 0 | San Martín (Tucumán) |
| Deportivo Maipú       | 1 - 0 | Cipolletti           |
| Almirante Brown       | 3 - 2 | Talleres (RdE)       |
| Atlético de Rafaela   | 5 - 2 | Belgrano             |
| Villa Dálmine         | 0 - 0 | Deportivo Italiano   |
| Olimpo                | 1 - 0 | Deportivo Armenio    |
| Atlético Tucumán      | 3 - 1 | Huracán              |
| Lanús                 | 1 - 1 | Douglas Haig         |
| Defensa y Justicia    | 0 - 0 | Banfield             |

| Fecha 27             | Fecha 27  | Fecha 27              | Fecha 27 |
| Local                | Resultado | Visitante             |          |
| -------------------- | --------- | --------------------- | -------- |
| Cipolletti           | 1 - 3     | Douglas Haig          |          |
| Deportivo Armenio    | 1 - 2     | Atlético Tucumán      |          |
| Banfield             | 1 - 0     | Olimpo                |          |
| Colón                | 1 - 1     | Defensa y Justicia    |          |
| Deportivo Italiano   | 1 - 0     | Central Córdoba (SdE) |          |
| Belgrano             | 2 - 0     | Villa Dálmine         |          |
| Quilmes              | 0 - 1     | Atlético de Rafaela   |          |
| San Martín (Tucumán) | 2 - 0     | Los Andes             |          |
| Talleres (RdE)       | 1 - 0     | Tigre                 |          |
| Deportivo Maipú      | 4 - 0     | Almirante Brown       |          |
| Huracán              | 4 - 0     | Lanús                 |          |

| Douglas Haig          | 1 - 1 | Huracán              |
| Central Córdoba (SdE) | 0 - 1 | Belgrano             |
| Almirante Brown       | 3 - 1 | Cipolletti           |
| Tigre                 | 1 - 1 | Deportivo Maipú      |
| Atlético de Rafaela   | 5 - 2 | San Martín (Tucumán) |
| Lanús                 | 3 - 2 | Deportivo Armenio    |
| Villa Dálmine         | 2 - 3 | Quilmes              |
| Atlético Tucumán      | 2 - 3 | Banfield             |
| Olimpo                | 4 - 4 | Colón                |
| Los Andes             | 0 - 2 | Talleres (RdE)       |
| Defensa y Justicia    | 0 - 1 | Deportivo Italiano   |

| Fecha 29             | Fecha 29  | Fecha 29              | Fecha 29 |
| Local                | Resultado | Visitante             |          |
| -------------------- | --------- | --------------------- | -------- |
| Cipolletti           | 1 - 2     | Huracán               |          |
| Colón                | 4 - 1     | Atlético Tucumán      |          |
| Belgrano             | 1 - 0     | Defensa y Justicia    |          |
| Quilmes              | 1 - 0     | Central Córdoba (SdE) |          |
| San Martín (Tucumán) | 2 - 0     | Villa Dálmine         |          |
| Deportivo Armenio    | 1 - 1     | Douglas Haig          |          |
| Banfield             | 4 - 1     | Lanús                 |          |
| Deportivo Italiano   | 1 - 0     | Olimpo                |          |
| Talleres (RdE)       | 3 - 1     | Atlético de Rafaela   |          |
| Deportivo Maipú      | 0 - 0     | Los Andes             |          |
| Almirante Brown      | 0 - 0     | Tigre                 |          |

| Central Córdoba (SdE) | 1 - 1 | San Martín (Tucumán) |
| Tigre                 | 4 - 0 | Cipolletti           |
| Los Andes             | 0 - 2 | Almirante Brown      |
| Atlético de Rafaela   | 2 - 0 | Deportivo Maipú      |
| Villa Dálmine         | 0 - 1 | Talleres (RdE)       |
| Defensa y Justicia    | 0 - 0 | Quilmes              |
| Olimpo                | 1 - 0 | Belgrano             |
| Atlético Tucumán      | 1 - 1 | Deportivo Italiano   |
| Lanús                 | 3 - 2 | Colón                |
| Huracán               | 2 - 0 | Deportivo Armenio    |
| Douglas Haig          | 2 - 1 | Banfield             |

| Fecha 31             | Fecha 31  | Fecha 31              | Fecha 31 |
| Local                | Resultado | Visitante             |          |
| -------------------- | --------- | --------------------- | -------- |
| Banfield             | 1 - 0     | Huracán               |          |
| Colón                | 0 - 0     | Douglas Haig          |          |
| Deportivo Italiano   | 0 - 2     | Lanús                 |          |
| Belgrano             | 4 - 0     | Atlético Tucumán      |          |
| Quilmes              | 5 - 3     | Olimpo                |          |
| Talleres (RdE)       | 1 - 1     | Central Córdoba (SdE) |          |
| Deportivo Maipú      | 0 - 1     | Villa Dálmine         |          |
| Almirante Brown      | 1 - 0     | Atlético de Rafaela   |          |
| Tigre                | 1 - 1     | Los Andes             |          |
| Cipolletti           | 6 - 0     | Deportivo Armenio     |          |
| San Martín (Tucumán) | 0 - 0     | Defensa y Justicia    |          |

| Central Córdoba (SdE) | 2 - 1 | Deportivo Maipú      |
| Los Andes             | 2 - 1 | Cipolletti           |
| Atlético de Rafaela   | 3 - 3 | Tigre                |
| Villa Dálmine         | 4 - 1 | Almirante Brown      |
| Defensa y Justicia    | 3 - 1 | Talleres (RdE)       |
| Olimpo                | 0 - 1 | San Martín (Tucumán) |
| Lanús                 | 0 - 0 | Belgrano             |
| Douglas Haig          | 0 - 0 | Deportivo Italiano   |
| Huracán               | 3 - 1 | Colón                |
| Deportivo Armenio     | 1 - 2 | Banfield             |
| Atlético Tucumán      | 2 - 1 | Quilmes              |

| Fecha 33             | Fecha 33  | Fecha 33              | Fecha 33 |
| Local                | Resultado | Visitante             |          |
| -------------------- | --------- | --------------------- | -------- |
| Colón                | 2 - 0     | Deportivo Armenio     |          |
| Deportivo Italiano   | 1 - 3     | Huracán               |          |
| Quilmes              | 1 - 0     | Lanús                 |          |
| Talleres (RdE)       | 0 - 1     | Olimpo                |          |
| Deportivo Maipú      | 0 - 0     | Defensa y Justicia    |          |
| Almirante Brown      | 2 - 1     | Central Córdoba (SdE) |          |
| Tigre                | 2 - 0     | Villa Dálmine         |          |
| Los Andes            | 0 - 0     | Atlético de Rafaela   |          |
| Cipolletti           | 0 - 0     | Banfield              |          |
| Belgrano             | 2 - 4     | Douglas Haig          |          |
| San Martín (Tucumán) | 1 - 0     | Atlético Tucumán      |          |

| Atlético de Rafaela   | 2 - 0 | Cipolletti           |
| Villa Dálmine         | 2 - 1 | Los Andes            |
| Central Córdoba (SdE) | 1 - 1 | Tigre                |
| Defensa y Justicia    | 0 - 0 | Almirante Brown      |
| Olimpo                | 1 - 1 | Deportivo Maipú      |
| Lanús                 | 2 - 1 | San Martín (Tucumán) |
| Douglas Haig          | 0 - 1 | Quilmes              |
| Huracán               | 0 - 0 | Belgrano             |
| Deportivo Armenio     | 1 - 2 | Deportivo Italiano   |
| Banfield              | 0 - 1 | Colón                |
| Atlético Tucumán      | 3 - 2 | Talleres (RdE)       |

| Fecha 35             | Fecha 35  | Fecha 35              | Fecha 35 |
| Local                | Resultado | Visitante             |          |
| -------------------- | --------- | --------------------- | -------- |
| Deportivo Italiano   | 0 - 0     | Banfield              |          |
| Belgrano             | 2 - 1     | Deportivo Armenio     |          |
| Quilmes              | 0 - 1     | Huracán               |          |
| Deportivo Maipú      | 3 - 0     | Atlético Tucumán      |          |
| Almirante Brown      | 3 - 0     | Olimpo                |          |
| Atlético de Rafaela  | 0 - 0     | Villa Dálmine         |          |
| Cipolletti           | 1 - 0     | Colón                 |          |
| San Martín (Tucumán) | 1 - 0     | Douglas Haig          |          |
| Los Andes            | 1 - 1     | Central Córdoba (SdE) |          |
| Talleres (RdE)       | 1 - 2     | Lanús                 |          |
| Tigre                | 1 - 0     | Defensa y Justicia    |          |

| Villa Dálmine         | 0 - 3 | Cipolletti           |
| Central Córdoba (SdE) | 1 - 2 | Atlético de Rafaela  |
| Defensa y Justicia    | 1 - 1 | Los Andes            |
| Olimpo                | 3 - 0 | Tigre                |
| Lanús                 | 1 - 1 | Deportivo Maipú      |
| Huracán               | 1 - 1 | San Martín (Tucumán) |
| Deportivo Armenio     | 2 - 2 | Quilmes              |
| Banfield              | 1 - 0 | Belgrano             |
| Colón                 | 2 - 1 | Deportivo Italiano   |
| Atlético Tucumán      | 2 - 2 | Almirante Brown      |
| Douglas Haig          | 0 - 2 | Talleres (RdE)       |

| Fecha 37             | Fecha 37  | Fecha 37              | Fecha 37 |
| Local                | Resultado | Visitante             |          |
| -------------------- | --------- | --------------------- | -------- |
| Belgrano             | 1 - 0     | Colón                 |          |
| Quilmes              | 2 - 1     | Banfield              |          |
| Talleres (RdE)       | 0 - 2     | Huracán               |          |
| Deportivo Maipú      | 1 - 2     | Douglas Haig          |          |
| Almirante Brown      | 0 - 0     | Lanús                 |          |
| Tigre                | 2 - 1     | Atlético Tucumán      |          |
| Los Andes            | 3 - 2     | Olimpo                |          |
| Atlético de Rafaela  | 1 - 1     | Defensa y Justicia    |          |
| Villa Dálmine        | 1 - 0     | Central Córdoba (SdE) |          |
| Cipolletti           | 1 - 1     | Deportivo Italiano    |          |
| San Martín (Tucumán) | 3 - 0     | Deportivo Armenio     |          |

| Central Córdoba (SdE) | 0 - 2 | Cipolletti           |
| Defensa y Justicia    | 1 - 1 | Villa Dálmine        |
| Olimpo                | 2 - 3 | Atlético de Rafaela  |
| Atlético Tucumán      | 2 - 0 | Los Andes            |
| Lanús                 | 3 - 1 | Tigre                |
| Douglas Haig          | 1 - 1 | Almirante Brown      |
| Huracán               | 1 - 0 | Deportivo Maipú      |
| Deportivo Armenio     | 1 - 3 | Talleres (RdE)       |
| Banfield              | 2 - 2 | San Martín (Tucumán) |
| Colón                 | 1 - 1 | Quilmes              |
| Deportivo Italiano    | 1 - 1 | Belgrano             |

| Fecha 39              | Fecha 39  | Fecha 39           | Fecha 39 |
| Local                 | Resultado | Visitante          |          |
| --------------------- | --------- | ------------------ | -------- |
| Cipolletti            | 0 - 0     | Belgrano           |          |
| Quilmes               | 0 - 1     | Deportivo Italiano |          |
| San Martín (Tucumán)  | 2 - 0     | Colón              |          |
| Talleres (RdE)        | 1 - 1     | Banfield           |          |
| Deportivo Maipú       | 3 - 0     | Deportivo Armenio  |          |
| Almirante Brown       | 1 - 4     | Huracán            |          |
| Tigre                 | 1 - 1     | Douglas Haig       |          |
| Los Andes             | 1 - 3     | Lanús              |          |
| Atlético de Rafaela   | 1 - 0     | Atlético Tucumán   |          |
| Villa Dálmine         | 1 - 1     | Olimpo             |          |
| Central Córdoba (SdE) | 4 - 3     | Defensa y Justicia |          |

| Defensa y Justicia | 2 - 2 | Cipolletti            |
| Olimpo             | 0 - 3 | Central Córdoba (SdE) |
| Atlético Tucumán   | 1 - 0 | Villa Dálmine         |
| Lanús              | 2 - 1 | Atlético de Rafaela   |
| Douglas Haig       | 1 - 0 | Los Andes             |
| Huracán            | 2 - 0 | Tigre                 |
| Deportivo Armenio  | 1 - 1 | Almirante Brown       |
| Banfield           | 5 - 0 | Deportivo Maipú       |
| Colón              | 0 - 0 | Talleres (RdE)        |
| Deportivo Italiano | 2 - 0 | San Martín (Tucumán)  |
| Belgrano           | 0 - 0 | Quilmes               |

| Fecha 41              | Fecha 41  | Fecha 41           | Fecha 41 |
| Local                 | Resultado | Visitante          |          |
| --------------------- | --------- | ------------------ | -------- |
| Cipolletti            | 1 - 0     | Quilmes            |          |
| San Martín (Tucumán)  | 2 - 0     | Belgrano           |          |
| Talleres (RdE)        | 0 - 0     | Deportivo Italiano |          |
| Deportivo Maipú       | 1 - 1     | Colón              |          |
| Almirante Brown       | 0 - 0     | Banfield           |          |
| Tigre                 | 2 - 0     | Deportivo Armenio  |          |
| Los Andes             | 0 - 1     | Huracán            |          |
| Atlético de Rafaela   | 3 - 0     | Douglas Haig       |          |
| Villa Dálmine         | 1 - 0     | Lanús              |          |
| Central Córdoba (SdE) | 0 - 1     | Atlético Tucumán   |          |
| Defensa y Justicia    | 4 - 3     | Olimpo             |          |

| Olimpo             | 2 - 2 | Cipolletti            |
| Atlético Tucumán   | 1 - 2 | Defensa y Justicia    |
| Lanús              | 2 - 0 | Central Córdoba (SdE) |
| Douglas Haig       | 2 - 0 | Villa Dálmine         |
| Huracán            | 3 - 1 | Atlético de Rafaela   |
| Deportivo Armenio  | 3 - 0 | Los Andes             |
| Banfield           | 3 - 2 | Tigre                 |
| Colón              | 4 - 0 | Almirante Brown       |
| Deportivo Italiano | 1 - 0 | Deportivo Maipú       |
| Belgrano           | 2 - 0 | Talleres (RdE)        |
| Quilmes            | 0 - 0 | San Martín (Tucumán)  |

## Goleadores
| # | Nac.                 | Jugador            | Equipo             | Goles |
| - | -------------------- | ------------------ | ------------------ | ----- |
| 1 | Bandera de Argentina | Juan Carlos Almada | Defensa y Justicia | 20    |
| 1 | Bandera de Argentina | Abel Blasón        | Quilmes            | 20    |
| 3 | Bandera de Argentina | Marcelo Rufini     | Quilmes            | 18    |
| 3 | Bandera de Uruguay   | Gilmar Villagrán   | Lanús              | 18    |
| 5 | Bandera de Argentina | Sergio Saturno     | Huracán            | 16    |

## Torneo Reducido
Los equipos ranqueados del 2.º al 10.º puesto del Campeonato Nacional B 1989-90, disputaron un Reducido de Ascenso por un segundo cupo para la Primera División. A estos 9 equipos se les sumaron los tres equipos recientemente ascendidos a la B Nacional: el Club Deportivo Morón (campeón de la Primera B 1989-90), el Club Social y Cultural Deportivo Laferrere y el Club Atlético Atlanta (ascendidos del Campeonato de Primera B, a través de los Torneos Zonales). Para todos los cruces, se establecieron ventajas deportivas a favor de los equipos que disputaron el Campeonato Nacional B, dependiendo de las posiciones en que finalizaron y también con relación a los 3 equipos recientemente ascendidos. 
El ganador de este torneo fue el Club Atlético Lanús, que obtuvo la segunda plaza para ascender a la Primera División.

### Cuadro de desarrollo
|  | Octavos de final                        | Octavos de final                        | Octavos de final                        | Octavos de final   |   |                                         | Cuartos de final | Cuartos de final                        | Cuartos de final | Cuartos de final |   |                                         | Semifinales | Semifinales | Semifinales | Semifinales |  |                                         | Final   | Final | Final | Final | Final |  |
|  |                                         |                                         |                                         |                    |   |                                         |                  |                                         |                  |                  |   |                                         |             |             |             |             |  |                                         |         |       |       |       |       |  |
|  |                                         |                                         |                                         |                    |   |                                         |                  |                                         |                  |                  |   |                                         |             |             |             |             |  |                                         |         |       |       |       |       |  |
|  |                                         |                                         |                                         |                    |   |                                         |                  |                                         |                  |                  |   |                                         |             |             |             |             |  |                                         |         |       |       |       |       |  |
|  |                                         |                                         |                                         |                    |   |                                         |                  |                                         |                  |                  |   |                                         |             |             |             |             |  |                                         |         |       |       |       |       |  |
|  |                                         |                                         |                                         |                    |   |                                         |                  |                                         |                  |                  |   |                                         |             |             |             |             |  |                                         |         |       |       |       |       |  |
|  |                                         |                                         |                                         |                    |   |                                         |                  |                                         |                  |                  |   |                                         |             |             |             |             |  |                                         |         |       |       |       |       |  |
|  |                                         |                                         |                                         |                    |   |                                         |                  |                                         |                  |                  |   |                                         |             |             |             |             |  |                                         |         |       |       |       |       |  |
|  |                                         |                                         |                                         |                    |   |                                         |                  |                                         |                  |                  |   |                                         |             |             |             |             |  |                                         |         |       |       |       |       |  |
|  |                                         |                                         |                                         |                    |   |                                         |                  |                                         |                  |                  |   |                                         |             |             |             |             |  |                                         |         |       |       |       |       |  |
|  |                                         |                                         |                                         |                    |   |                                         |                  |                                         |                  |                  |   |                                         |             |             |             |             |  |                                         |         |       |       |       |       |  |
|  |                                         |                                         |                                         |                    |   |                                         |                  |                                         |                  |                  |   |                                         |             |             |             |             |  |                                         |         |       |       |       |       |  |
|  |                                         |                                         |                                         |                    |   |                                         |                  | Bandera de la Provincia de Buenos Aires | Quilmes (2.º BN) | 1                | 2 |                                         |             |             |             |             |  |                                         |         |       |       |       |       |  |
|  |                                         |                                         |                                         |                    |   |                                         |                  |                                         |                  |                  | 2 |                                         |             |             |             |             |  |                                         |         |       |       |       |       |  |
|  |                                         |                                         | Bandera de la Provincia de Buenos Aires | Deportivo Italiano | 1 | 0                                       |                  |                                         |                  |                  |   |                                         |             |             |             |             |  |                                         |         |       |       |       |       |  |
|  |                                         |                                         | Bandera de la Provincia de Buenos Aires | Deportivo Italiano | 1 | 0                                       |                  |                                         |                  |                  |   |                                         |             |             |             |             |  |                                         |         |       |       |       |       |  |
|  |                                         |                                         |                                         |                    |   |                                         |                  |                                         |                  |                  |   |                                         |             |             |             |             |  |                                         |         |       |       |       |       |  |
|  |                                         |                                         |                                         |                    |   |                                         |                  |                                         |                  |                  |   |                                         |             |             |             |             |  |                                         |         |       |       |       |       |  |
|  |                                         | Bandera de la Provincia de Buenos Aires | Douglas Haig (3.º BN)                   | 2                  | 0 |                                         |                  |                                         |                  |                  |   |                                         |             |             |             |             |  |                                         |         |       |       |       |       |  |
|  |                                         |                                         |                                         |                    | 0 |                                         |                  |                                         |                  |                  |   |                                         |             |             |             |             |  |                                         |         |       |       |       |       |  |
|  |                                         |                                         | Bandera de la Provincia de Buenos Aires | Deportivo Italiano | 2 | 3                                       |                  |                                         |                  |                  |   |                                         |             |             |             |             |  |                                         |         |       |       |       |       |  |
|  | Bandera de la Provincia de Buenos Aires | Banfield                                | Bandera de la Provincia de Buenos Aires | Deportivo Italiano | 2 | 3                                       | 0                | 2                                       |                  |                  |   |                                         |             |             |             |             |  |                                         |         |       |       |       |       |  |
|  | Bandera de la Provincia de Buenos Aires | Banfield                                |                                         |                    |   |                                         |                  |                                         |                  |                  |   |                                         |             |             |             |             |  |                                         |         |       |       |       |       |  |
|  | Bandera de la Provincia de Buenos Aires | Deportivo Italiano                      | 3                                       | 1                  |   |                                         |                  |                                         |                  |                  |   |                                         |             |             |             |             |  |                                         |         |       |       |       |       |  |
|  | Bandera de la Provincia de Buenos Aires | Deportivo Italiano                      | 3                                       | 1                  |   |                                         |                  |                                         |                  |                  |   |                                         |             |             |             |             |  | Bandera de la Provincia de Buenos Aires | Quilmes | 1     | 1     | (1)   |       |  |
|  |                                         |                                         |                                         |                    |   |                                         |                  |                                         |                  |                  |   |                                         |             |             |             |             |  | Bandera de la Provincia de Buenos Aires | Quilmes | 1     | 1     | (1)   |       |  |
|  |                                         |                                         | Bandera de la Provincia de Buenos Aires | Lanús              | 2 | 0                                       | (4)              |                                         |                  |                  |   |                                         |             |             |             |             |  |                                         |         |       |       |       |       |  |
|  | Bandera de la Provincia de Buenos Aires | Lanús                                   | Bandera de la Provincia de Buenos Aires | Lanús              | 2 | 0                                       | (4)              | 2                                       | 1                |                  |   |                                         |             |             |             |             |  |                                         |         |       |       |       |       |  |
|  | Bandera de la Provincia de Buenos Aires | Lanús                                   |                                         |                    |   |                                         |                  |                                         | 1                |                  |   |                                         |             |             |             |             |  |                                         |         |       |       |       |       |  |
|  | Bandera de la Provincia de Buenos Aires | Deportivo Laferrere                     | 1                                       | 1                  |   |                                         |                  |                                         |                  |                  |   |                                         |             |             |             |             |  |                                         |         |       |       |       |       |  |
|  | Bandera de la Provincia de Buenos Aires | Deportivo Laferrere                     | 1                                       | 1                  |   | Bandera de la Provincia de Buenos Aires | Lanús            | 3                                       | 5                |                  |   |                                         |             |             |             |             |  |                                         |         |       |       |       |       |  |
|  |                                         |                                         |                                         |                    |   | Bandera de la Provincia de Buenos Aires | Lanús            | 3                                       | 5                |                  |   |                                         |             |             |             |             |  |                                         |         |       |       |       |       |  |
|  |                                         |                                         | Bandera de la Provincia de Santa Fe     | Atlético Rafaela   | 0 | 2                                       |                  |                                         |                  |                  |   |                                         |             |             |             |             |  |                                         |         |       |       |       |       |  |
|  | Bandera de la Provincia de Santa Fe     | Atlético Rafaela                        | Bandera de la Provincia de Santa Fe     | Atlético Rafaela   | 0 | 2                                       | 1                | 1                                       |                  |                  |   |                                         |             |             |             |             |  |                                         |         |       |       |       |       |  |
|  | Bandera de la Provincia de Santa Fe     | Atlético Rafaela                        |                                         |                    |   |                                         |                  |                                         |                  |                  |   |                                         |             |             |             |             |  |                                         |         |       |       |       |       |  |
|  | Bandera de la Provincia de Buenos Aires | Morón                                   | 0                                       | 2                  |   |                                         |                  |                                         |                  |                  |   |                                         |             |             |             |             |  |                                         |         |       |       |       |       |  |
|  | Bandera de la Provincia de Buenos Aires | Morón                                   | 0                                       | 2                  |   |                                         |                  |                                         |                  |                  |   | Bandera de la Provincia de Buenos Aires | Lanús       | 0           | 3           |             |  |                                         |         |       |       |       |       |  |
|  |                                         |                                         |                                         |                    |   |                                         |                  |                                         |                  |                  |   | Bandera de la Provincia de Buenos Aires | Lanús       | 0           | 3           |             |  |                                         |         |       |       |       |       |  |
|  |                                         |                                         | Bandera de la Provincia de Córdoba      | Belgrano           | 1 | 2                                       |                  |                                         |                  |                  |   |                                         |             |             |             |             |  |                                         |         |       |       |       |       |  |
|  | Bandera de la Provincia de Tucumán      | San Martín                              | Bandera de la Provincia de Córdoba      | Belgrano           | 1 | 2                                       | 3                | 4                                       |                  |                  |   |                                         |             |             |             |             |  |                                         |         |       |       |       |       |  |
|  | Bandera de la Provincia de Tucumán      | San Martín                              |                                         |                    |   |                                         |                  |                                         |                  |                  |   |                                         |             |             |             |             |  |                                         |         |       |       |       |       |  |
|  | Bandera de la Ciudad de Buenos Aires    | Atlanta                                 | 2                                       | 0                  |   |                                         |                  |                                         |                  |                  |   |                                         |             |             |             |             |  |                                         |         |       |       |       |       |  |
|  | Bandera de la Ciudad de Buenos Aires    | Atlanta                                 | 2                                       | 0                  |   | Bandera de la Provincia de Tucumán      | San Martín       | 0                                       | 0                |                  |   |                                         |             |             |             |             |  |                                         |         |       |       |       |       |  |
|  |                                         |                                         |                                         |                    |   | Bandera de la Provincia de Tucumán      | San Martín       | 0                                       | 0                |                  |   |                                         |             |             |             |             |  |                                         |         |       |       |       |       |  |
|  |                                         |                                         | Bandera de la Provincia de Córdoba      | Belgrano           | 1 | 0                                       |                  |                                         |                  |                  |   |                                         |             |             |             |             |  |                                         |         |       |       |       |       |  |
|  | Bandera de la Provincia de Córdoba      | Belgrano                                | Bandera de la Provincia de Córdoba      | Belgrano           | 1 | 0                                       | 1                | 2                                       |                  |                  |   |                                         |             |             |             |             |  |                                         |         |       |       |       |       |  |
|  | Bandera de la Provincia de Córdoba      | Belgrano                                |                                         |                    |   |                                         |                  |                                         |                  |                  |   |                                         |             |             |             |             |  |                                         |         |       |       |       |       |  |
|  | Bandera de la Provincia de Santa Fe     | Colón                                   | 2                                       | 0                  |   |                                         |                  |                                         |                  |                  |   |                                         |             |             |             |             |  |                                         |         |       |       |       |       |  |
|  | Bandera de la Provincia de Santa Fe     | Colón                                   | 2                                       | 0                  |   |                                         |                  |                                         |                  |                  |   |                                         |             |             |             |             |  |                                         |         |       |       |       |       |  |
|  |                                         |                                         |                                         |                    |   |                                         |                  |                                         |                  |                  |   |                                         |             |             |             |             |  |                                         |         |       |       |       |       |  |

Nota: En la línea superior de cada llave, figuran los equipos que definieron las llaves de vuelta de local, por tener ventaja deportiva. En caso de empate global, prevalecía dicha ventaja.
- Club Atlético Lanús
Ascendido a Primera División.

## Promoción
Cipolletti, Central Córdoba de Santiago del Estero y Atlético Tucumán, que finalizaron en 19.º, 16.º y 10.º puesto en la tabla de promedios, respectivamente, debieron disputar una promoción contra un equipo de sus provincias para definir su participación en la próxima temporada, disputando un solo partido. Los tres se mantuvieron en el Nacional B luego de derrotar a Fernández Oro, Güemes de Santiago del Estero y Atlético Concepción. En casos de empate, se debieron jugar nuevamente los encuentros, hasta definir al ganador.
| Promoción B Nacional - Torneo del Interior                                     |           |                     |                     |
| Local                                                                          | Resultado | Visitante           | Fecha               |
| ------------------------------------------------------------------------------ | --------- | ------------------- | ------------------- |
| Cipolletti                                                                     | 8 - 0     | Fernández Oro       | 3 de junio de 1990  |
| Cipolletti mantuvo la categoría tras ganar por 8-0.                            |           |                     |                     |
|                                                                                |           |                     |                     |
| Local                                                                          | Resultado | Visitante           | Fecha               |
| Central Córdoba (SdE)                                                          | 0 - 0     | Güemes (SdE)        | 3 de junio de 1990  |
| Central Córdoba (SdE)                                                          | 3 - 1     | Güemes (SdE)        | 10 de junio de 1990 |
| Central Córdoba de Santiago del Estero mantuvo la categoría por global de 3-1. |           |                     |                     |
|                                                                                |           |                     |                     |
| Local                                                                          | Resultado | Visitante           | Fecha               |
| Atlético Tucumán                                                               | 0 - 0     | Atlético Concepción | 6 de junio de 1990  |
| Atlético Tucumán                                                               | 0 - 0     | Atlético Concepción | 10 de junio de 1990 |
| Atlético Tucumán                                                               | 1 - 0     | Atlético Concepción | 17 de junio de 1990 |
| Atlético Tucumán mantuvo la categoría por global de 1-0.                       |           |                     |                     |